# Condado de Sulęcin
Condado de Sulęcin (polaco: powiat sulęciński) é um powiat (condado) da Polónia, na voivodia da Lubúsquia. A sede do condado é a cidade de Sulęcin. Estende-se por uma área de 1177,43 km², com 35 359 habitantes, segundo o censo de 2005, com uma densidade de 30,03 hab/km².

## Divisões admistrativas
O condado possui:
Comunas urbana-rurais: Lubniewice, Sulęcin, Torzym
Comunas rurais: Krzeszyce, Słońsk
Cidades: Lubniewice, Sulęcin, Torzym

## Demografia
População (dados de 30 de Junho de 2005):
|          | Total   | Total | Mulheres | Mulheres | Homens  | Homens |
| -------- | ------- | ----- | -------- | -------- | ------- | ------ |
|          | pessoas | %     | pessoas  | %        | pessoas | %      |
| Total    | 35 359  | 100   | 17 786   | 50,3     | 17 573  | 49,7   |
| Cidades  | 14 325  | 100   | 7403     | 51,7     | 6922    | 48,3   |
| Povoados | 21 034  | 100   | 10 383   | 49,4     | 10 651  | 50,6   |